# 121 Eskadra Myśliwska

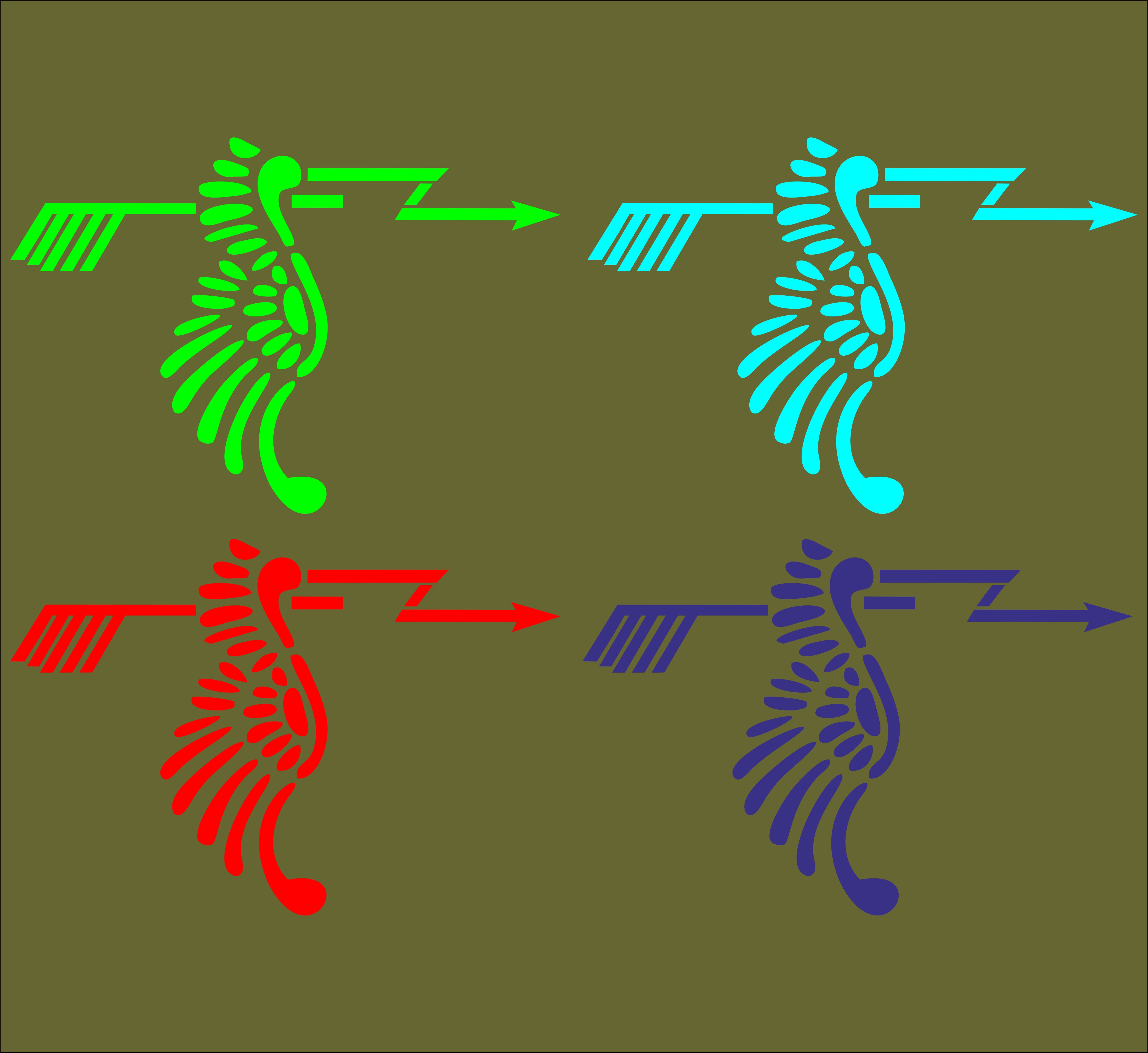
„Uskrzydlony grot” w różnych kolorach

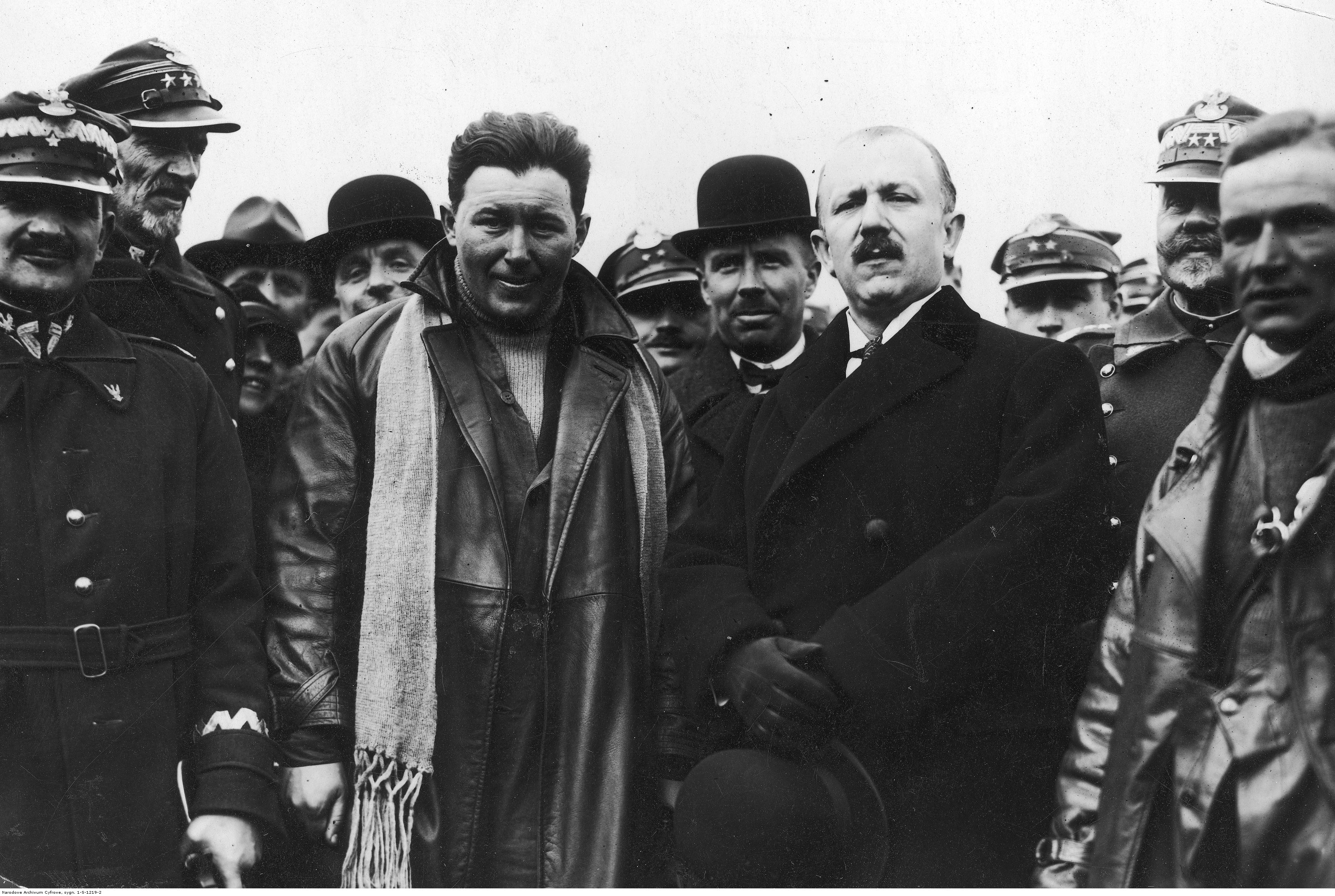
Lot kpt. Bolesława Orlińskiego Warszawa – Tokio. Powitanie po powrocie do Warszawy; 1926

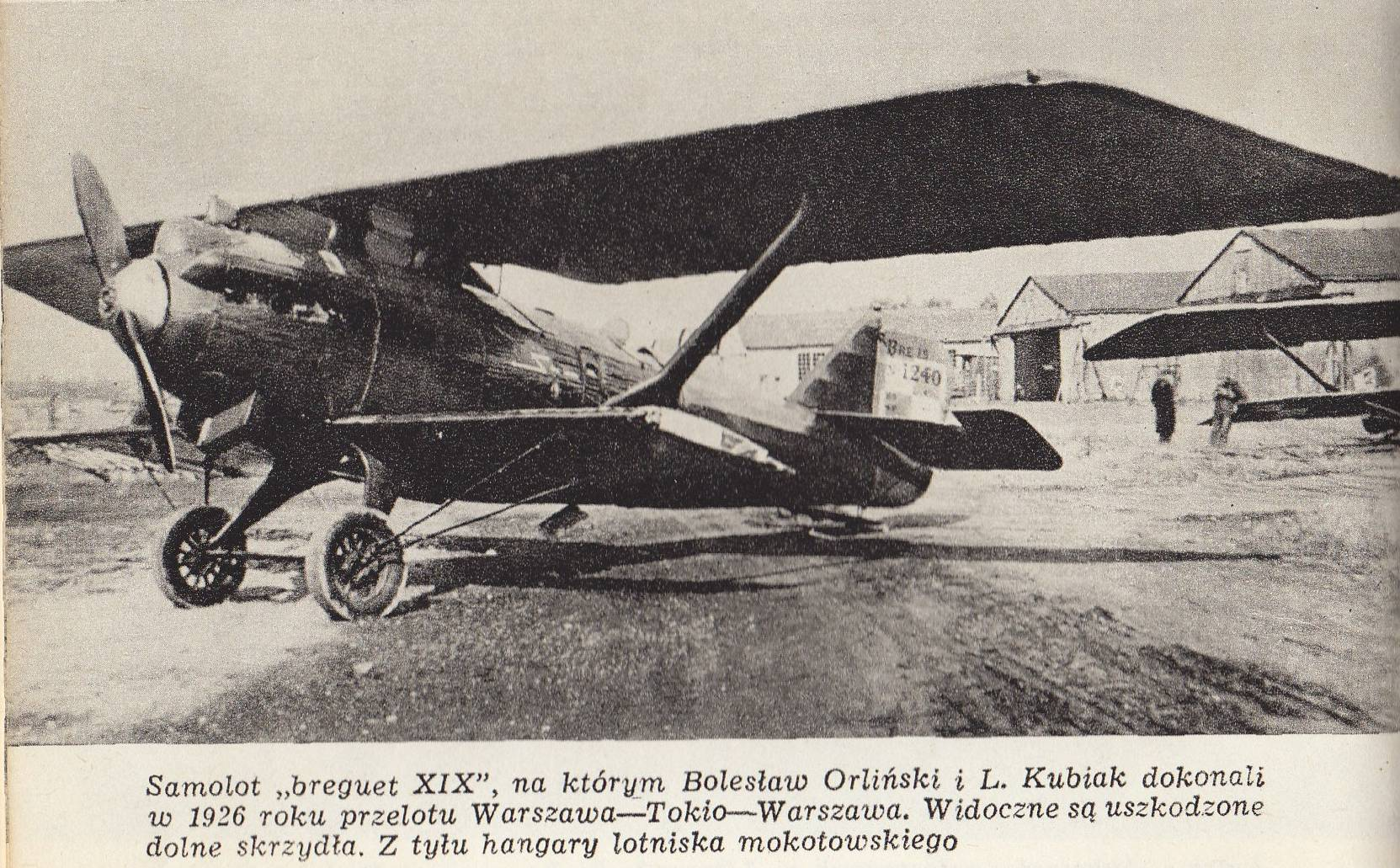
Samolot Orlińskiego i Kubiaka po powrocie z lotu Warszawa-Tokio-Warszawa na lotnisku mokotowskim w Warszawie

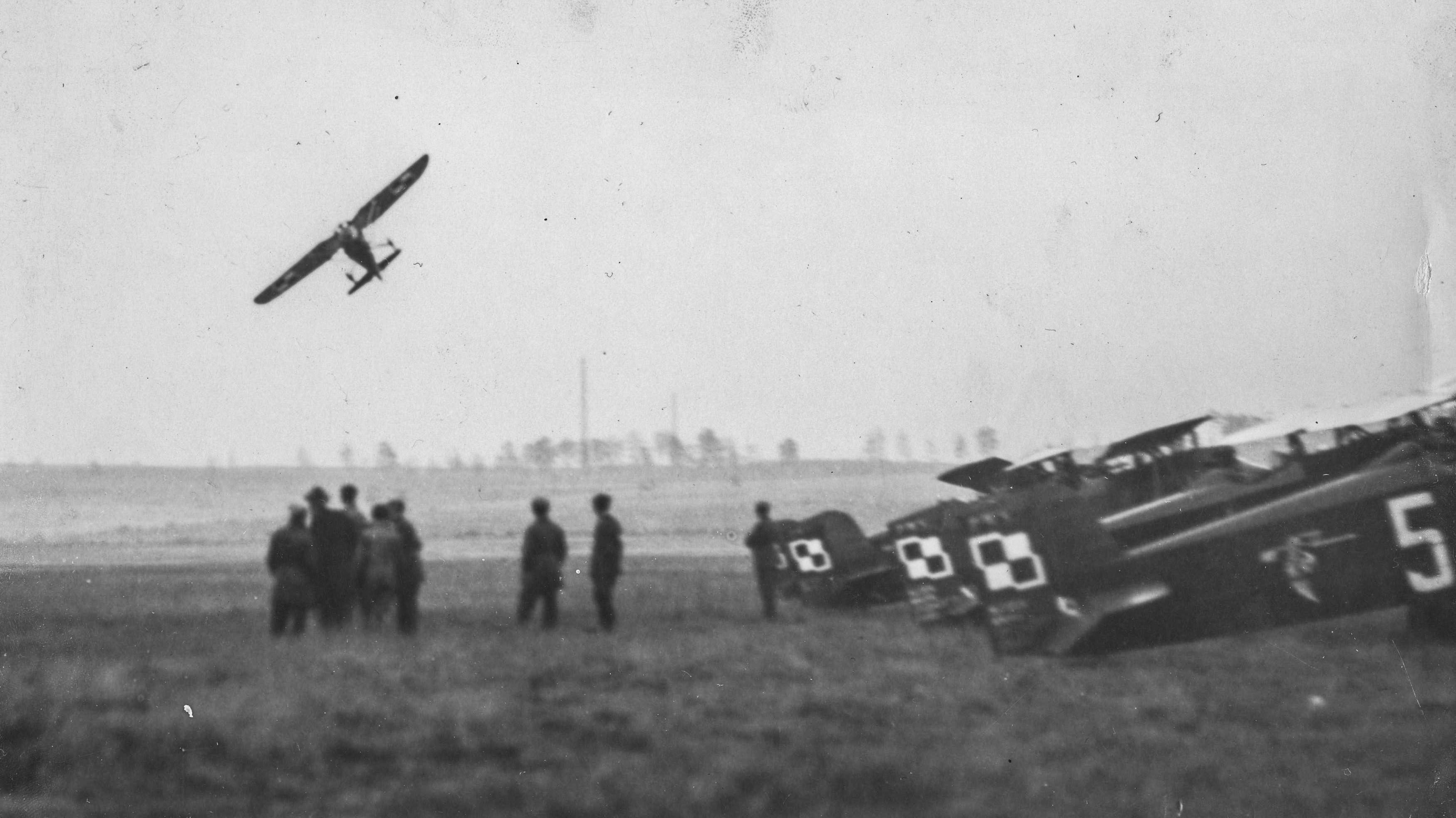
Pokazy lotnicze w Katowicach październik 1931. Widoczne samoloty z godłem eskadry "skrzydlaty grot"

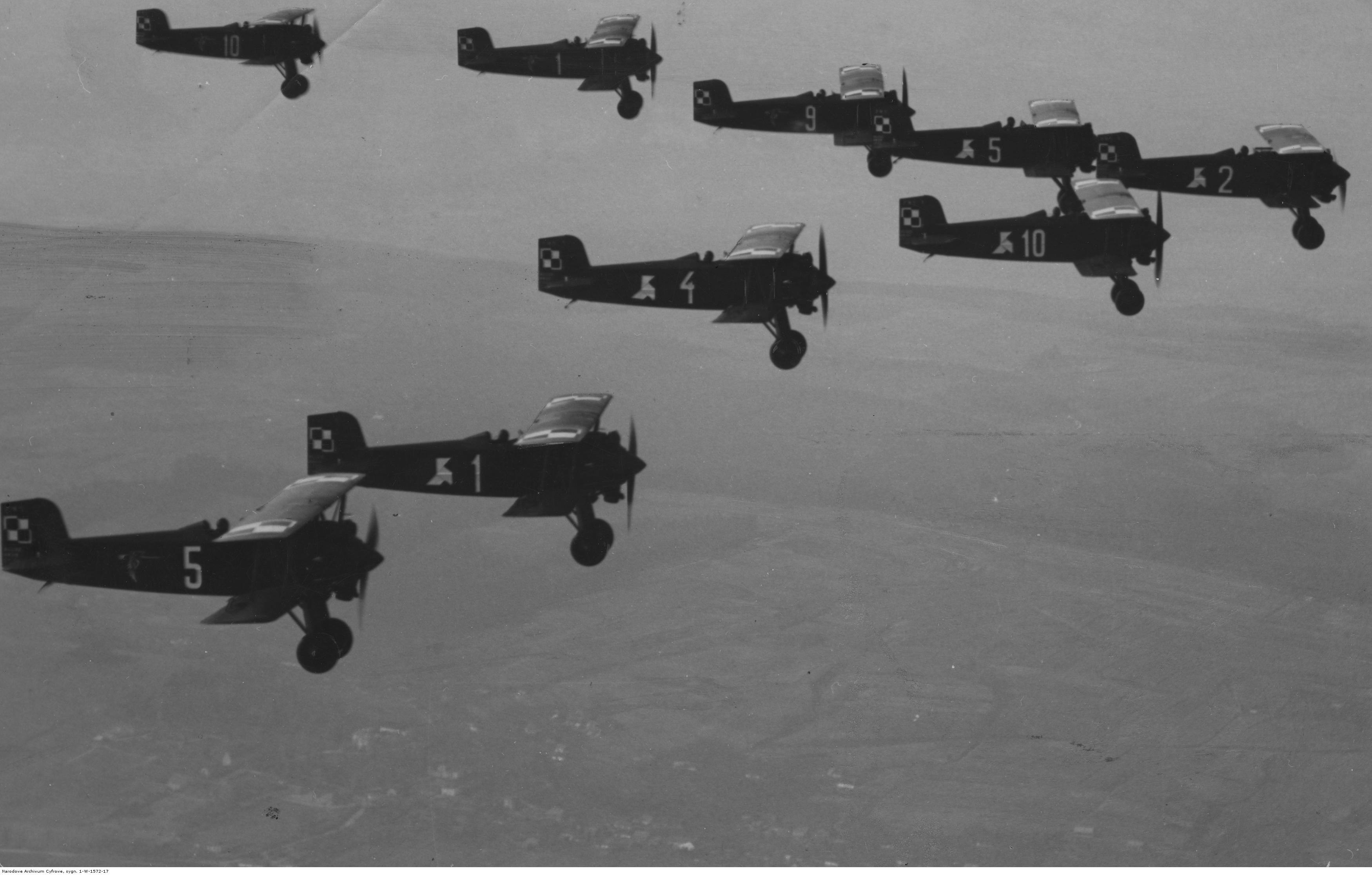
Święto 2 pułku lotniczego w Krakowie – samoloty 121 i 122 eskadry myśliwskiej w locie; maj 1934

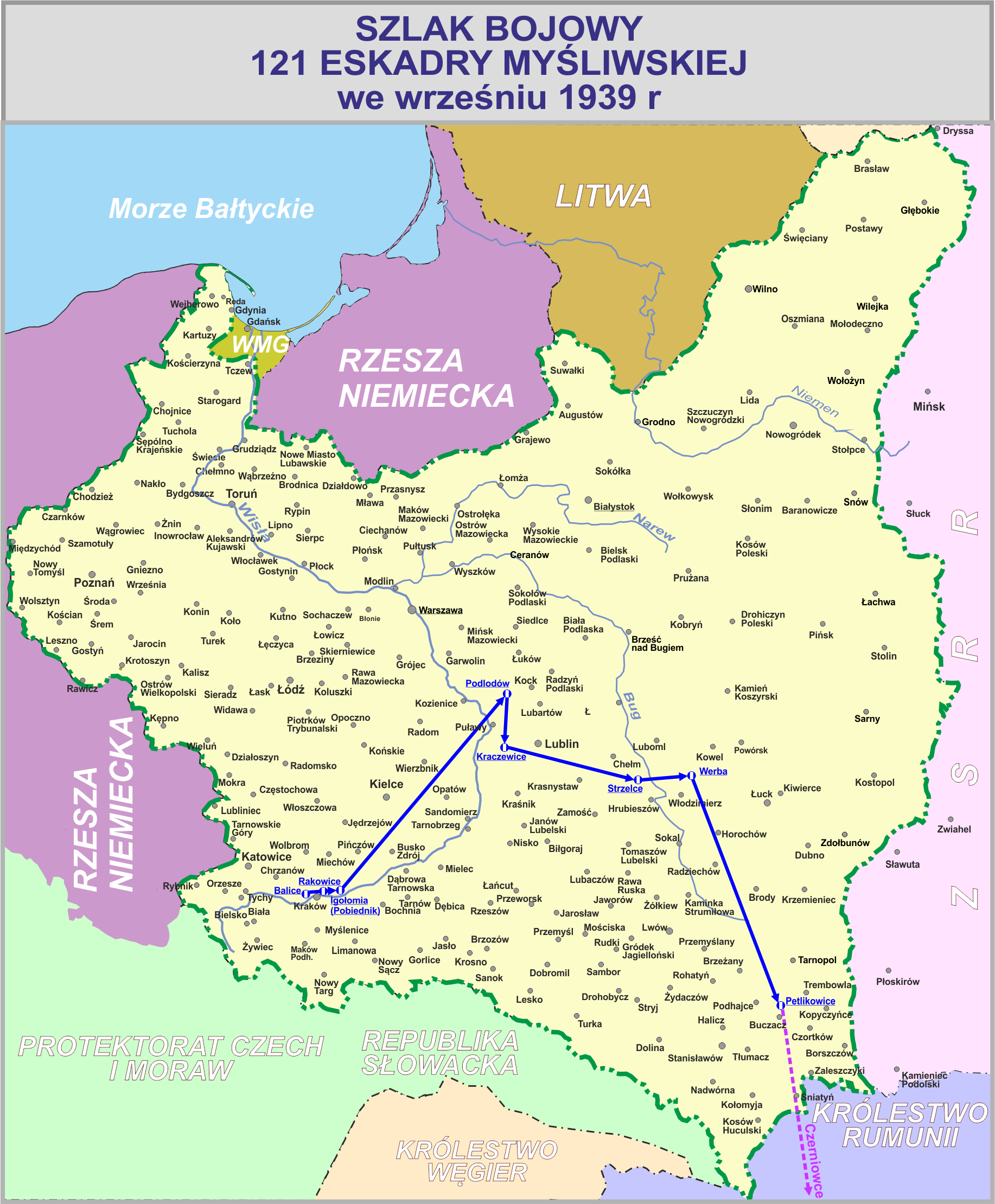

121 eskadra myśliwska – pododdział lotnictwa myśliwskiego Wojska Polskiego w II Rzeczypospolitej.
W 1925 sformowano dla 11 pułku myśliwskiego 113 eskadrę myśliwską. W 1928 eskadra weszła w podporządkowanie 2 pułku lotniczego i otrzymała nazwę 121 eskadra myśliwska i pod taką nazwą pozostawała do 1939. W kampanii wrześniowej walczyła w składzie III/2 dywizjonu myśliwskiego w ramach Armii „Kraków”.
Godła eskadry:
- biały znak geometryczny na tle niebieskiego kwadratu z białą obwódką – na samolotach Spad
- uskrzydlony grot w różnych kolorach (zależnie od decyzji pilotów w 11 plot).
- „skrzydlaty grot” w 2 plot[3][4]. Projekt – por. pil. Kazimierz Kuzian.

Uwaga: Nie mylić ze 121 eskadrą myśliwską 1 pułku lotniczego z lat 1925–1928.

## Formowanie i szkolenie 113 eskadry myśliwskiej
Wiosną 1925 na lotnisku mokotowskim sformowano dla 11 pułku myśliwskiego 113 eskadrę myśliwską. Wyposażenie stanowiły samoloty Ansaldo A.1 Balilla. Etat samolotów przewidywał 10 sztuk plus 3 zapasowe. Niedługo po sformowaniu eskadra otrzymała samoloty produkcji francuskiej Blériot-SPAD S.61C1. Pod koniec 1925 eskadra przeniesiona została na lotnisko w Lidzie. Wiosną 1926 podjęto prace przy oczyszczaniu i niwelacji pola wzlotów. Zintensyfikowano zajęcia teoretyczne i praktyczne dla personelu latającego.
W lipcu eskadra osiągnęła pełną gotowość mobilizacyjną, łącznie z opanowaniem przez pilotów programu doskonalenia myśliwskiego.
W sierpniu zginął w locie treningowym na samolocie Spad dowódca eskadry kpt. pil. Ignacy Prawdzic-Sękowski. W tym też czasie pełniący obowiązki dowódcy eskadry por. pil. Kazimierz Kuzian zaprojektował godło jednostki – „uskrzydlony grot”.
Latem tego roku etatowy pilot eskadry por. pil, Bolesław Orliński dokonał przelotu trasą Warszawa–Tokio–Warszawa na seryjnym samolocie Breguet XIX B2. Przebyta odległość liczącą 22 600 km w czasie 121 godzin lotu w owym czasie była nie lada wyczynem. W kolejnych latach w eskadrze prowadzono normalną działalność szkoleniową. Oprócz zajęć obowiązkowych organizowano w miastach i miasteczkach kresowych pokazy i popisy lotnicze. Ten rodzaj propagandy lotnictwa zjednywał nowej „broni” wielu oddanych przyjaciół i sympatyków.
Nowe koncepcje organizacyjne w lotnictwie wojskowym spowodowały w 1928 rozwiązanie 11 pułku myśliwskiego. Po manewrach letnich na terenie północno-wschodniej Polski eskadra odleciała do Krakowa. Tam w ramach 2 pułku lotniczego otrzymała numer 121.

## Jako 121 eskadra myśliwska
Rozkaz Departamentu Aeronautyki Ministerstwa Spraw Wojskowych L.dz. 700/tj. Og.-Org. z 23 czerwca 1928 dotyczący organizacji „mieszanych” pułków lotniczych  składających się z dywizjonów  różnego przeznaczenia spowodował rozwiązanie 11 pułku myśliwskiego. Jego dywizjon myśliwski wszedł w podporządkowanie dowódcy 2 pułku lotniczego i 14 lipca 1928 przeniesiony został z Lidy do Krakowa. Po dyslokacji 113 eskadra tego dywizjonu zostały przemianowane na 121 eskadrę myśliwską. Organizacyjnie weszła w skład III/2 dywizjonu myśliwskiego. Jej wyposażenie stanowiły samoloty Blériot-SPAD S.61. Przybyłe do Krakowa samoloty myśliwskie brały udział w różnych pokazach lotniczych popularyzując w ten sposób działania Ligi Obrony Powietrznej i Przeciwgazowej.
Jeden z takich pokazów tak opisuje pilot eskadry:

Porucznik Jan Biały z naszego dywizjonu na pokazie w Katowicach „kropnął” beczkę na 50 metrach i skończył ją na ziemi. Zabił jedną kobietę, poranił kilka osób, a sam ciężko ranny przez pół roku był „reperowany” w szpitalach. W lotnictwie pozostał, ale do myśliwców już nie wrócił. Gdy w miesiąc po wypadku miał się odbyć kolejny pokaz lotniczy w Katowicach, organizatorzy obawiali się, że nikt nie przyjdzie. Zwaliło się narodu dziesięć razy więcej. A nuż samolot znowu spadnie?...

Od 1930 dało się zauważyć swoistą rywalizację z pilotami 122 eskadry. W tej ostatniej wyróżniała się słynna w Polsce „trójka Bajana”. Stąd też dowódca 121 eskadry polecił por. Stefanowi Łaszkiewiczowi sformowanie „konkurencyjnego” zespołu. Do dowódcy dołączyli ppor. Jana Pentza i kpr. Leopolda Flanka. Klimat, kunszt i efekty zespołowej akrobacji opisuje por.pil. Stefan Łaszkiewicz:

Na jednym pokazie wystartowaliśmy ze skrzydłami połączonymi sznurkami. Po pętli wylądowaliśmy defilując przed publicznością, pokazując sznurki nienaruszone. Lądowaliśmy z wirażu. Sznurki całe... Lotnik czeski, kpt. Ambrus, który był w pułku na stażu, gratulował mi po locie: pięknie, bardzo pięknie wyście se polatali. My też robimy w Czechach takie sztuczki dla publiki. Ten co patrzy do góry, nie wie, że to się rozciąga. Osłupiałem. – Co się rozciąga? – Ano te sznurki z gumy. – Nie mógł uwierzyć, że robimy to uczciwie.

Od 1930 sukcesywnie wprowadzano na wyposażenie eskadry samoloty Avia BH-33. Zwiększyło to bezpieczeństwo lotów, umożliwiając tym samym dalsze doskonalenie pilotów myśliwskich. W tym czasie etat samolotów w eskadrach myśliwskich wzrósł do 10 sztuk i nadal były używane Spady. Przejściowo dla treningu pilotów przydzielono kilka samolotów Wibault 70 C1. W sierpniu i we wrześniu 1932 eskadra brała udział w koncentracji lotnictwa, zakończonej paradą powietrzną w Warszawie z okazji zwycięstwa w Challenge 1932.
Na przełomie 1932/1933 eskadra została przezbrojona w samoloty PZL P.7a. Corocznie piloci eskadry brali udział w ćwiczeniach letnich i zimowych oddziałów lądowych. Zazwyczaj latem odbywała się szkoła ognia na Pustyni Błędowskiej, gdzie strzelano do celów naziemnych stałych i ruchomych. Latem 1934 eskadra uczestniczyła w ćwiczeniach lotniczych zorganizowanych przez dowództwo 3 Grupy Lotniczej na terenie Wielkopolski. Ćwiczenia te, bez udziału wojsk lądowych, obejmowały: zmiany lotnisk, zespołowe starty i lądowania, zbiórki w powietrzu i loty w dużych formacjach. Ćwiczenia zakończono defiladą powietrzną w Warszawie z okazji zwycięstwa Polaków w Challenge 1934. Począwszy od 1935 Departament Aeronautyki organizował każdego roku zawody lotnicze pilotów myśliwskich. W składzie reprezentacji pilotów myśliwskich 2 pułku, piloci 121 eskadry: plut.pil. Leopold Flanek i kpr.pil. Jan Kremski, walnie przyczynili się do zwycięstwa ekipy krakowskiego pułku. Od wiosny 1936 w eskadrze następowała sukcesywna wymiana samolotów PZL P.7a na bardziej nowoczesne PZL P.11a. Latem eskadra odleciała do Warszawy na koncentrację lotnictwa, której ukoronowaniem była powietrzna parada nad stolicą. W 1938 eskadra otrzymała kilka samolotów PZL P-11c. W niektórych zamontowano 4 karabiny maszynowe. Zmiana powiększała wprawdzie siłę ognia, ale ograniczała w znacznym stopniu szybkość wznoszenia oraz zwrotność samolotu. Podczas akcji „Zaolzie” eskadra weszła w skład lotnictwa Samodzielnej Grupy Operacyjnej „Śląsk” i dyżurowała „w alarmie” na lotnisku Aleksandrowice.

## Działania 121 eskadry myśliwskiej w 1939
Rok 1939 przyniósł ustawicznie wzrastające zagrożenie ze strony III Rzeszy. Już wiosną niemieckie samoloty rozpoznawcze coraz częściej przekraczały granicę na znacznych wysokościach, penetrując polskie prace obronne w pasie nadgranicznym. Od połowy lipca eskadry myśliwskie 2 pułku organizowały zasadzki w rejonach Zawiercia i Wielunia.
Dowódca zasadzki ppor. pil. Wacław Król tak odnotował:

Dowódca 2 pułku lotniczego w Krakowie, ppłk. pil. Stanisław Nazarkiewicz, otrzymał zarządzenie z Inspektoratu Obrony Państwa dotyczące wystawienia dwóch zasadzek myśliwskich w pobliżu granicy niemieckiej na odcinku zachodnim. Dywizjonem myśliwskim, składającym się z trzech eskadr myśliwskich – 121, 122 i 123 dowodził wtedy kpt. pil. Mieczysław Medwecki. Pełniłem wtedy funkcję zastępcy dowódcy 121 eskadry. 10 lipca przedpołudniem, w czasie normalnych zajęć lotniczych, zostałem nagle wezwany do d-cy dywizjonu. W jego gabinecie zastałem również d-cę 121 eskadry kpt. pil. Tadeusza Sędzielowskiego i d-cę 123 eskadry kpt.pil. Mieczysława Olszewskiego. Za chwilę pojawił się również ppor. pil. Erwin Kawnik, pełniący funkcję zastępcy dowódcy 123 eskadry. Medwecki zapoznał nas z nowym zarządzeniem i oświadczył, że Kawnik i ja zostaliśmy wyznaczeni na dowódców zasadzek. Rozpoczęła się krótka narada, w czasie której wytypowano pilotów i ludzi z obsługi technicznej samolotów, środki transportu i zapasowy sprzęt. Przebazowanie należało wykonać w trybie alarmowym, rzuty kołowe miały jeszcze tego dnia udać się na wyznaczone lądowiska i przygotować je do przyjęcia samolotów. Wszystko winno było odbyć się bez rozgłosu, pilotom nakazano lecieć na miejsce przeznaczenia na małych wysokościach. Na każdą zasadzkę zostało wyznaczonych po 6 pilotów i po 4 samoloty...

Niestety, zorganizowanie zasadzek dało wynik negatywny ze względu na zbyt małą prędkość polskich samolotów oraz dużą wysokość działania samolotów niemieckich. Po trzech tygodniach daremnych startów i bezskutecznych próbach dojścia do obcych samolotów, zasadzki zlikwidowano. Było to pierwsze rozczarowanie polskich pilotów. W lipcu 1939 wcielono do eskadry 4 absolwentów Szkoły Podchorążych Lotnictwa w Dęblinie oraz 2 absolwentów Szkoły Podoficerów Lotnictwa dla Małoletnich. Od 20 sierpnia zorganizowano zasadzkę na lotnisku w Aleksandrowicach. Zadaniem jej była obrona powietrzna rejonu Śląska przed penetracją samolotów Luftwaffe. Doświadczenia z tej zasadzki były podobne do poprzednich. Polskie samoloty były zbyt powolne, by skutecznie zwalczać wywiadowcze Dorniery.

### Mobilizacja eskadry
Mobilizację sierpniową eskadra przeprowadziła na macierzystym lotnisku. Telefonicznie i przez gońców ściągnięto pilotów na lotnisko Rakowice. Personel naziemny tankował i uzbrajał samoloty. Z magazynów pobierano i uzupełniano wyposażenie potrzebne do działań, wydawano pilotom broń osobistą –pistolety Vis wz. 35. Mobilizacja nie objęła zasadzki myśliwskiej w Aleksandrowicach dowodzonej przez ppor. pil. Wacława Króla (4 PZL P.11c oraz 8 pilotów). Zasadzka było podporządkowana bezpośrednio dowódcy 2 pułku lotniczego, a dopiero 31 sierpnia jej piloci wrócili pod komendę dowódcy eskadry.
W nocy z 26 na 27 sierpnia rzut kołowy odjechał na lotnisko polowe. Personel latający wraz z samolotami pozostawał na krakowskim lotnisku. O świcie 31 sierpnia 16 P.11 i 1 RWD-8 dywizjonu odleciało na lotnisko alarmowe Balice. W ciągu dnia trwało nawiązywanie łączności ze sztabem Lotnictwa Armii „Kraków”. 
Samo lotnisko tak opisuje kpr. pil. Piotr Zaniewski:

Lotnisko polowe było w Balicach, to był majątek Radziwiłłów. Budynki były obszerne, tak że nie było kłopotu z zakwaterowaniem personelu. Oficerowie mieli kwatery w dworku, a piloci podoficerowie w jednym z budynków w folwarku. Muszę zaznaczyć, że nie było klucza alarmowego. Łączność telefoniczna była przez telefon z poczty w pobliskiej wiosce. Ja nie wiem, czy dwór miał telefon, czy nie. Dywizjon miał również radiostację, która została przydzielona do dowództwa kilka dni przed alarmem.

### Walki eskadry w kampanii wrześniowej
W kampanii wrześniowej eskadra walczyła początkowo w składzie lotnictwa Armii „Kraków”, potem pracowała na korzyść Sztabu Naczelnego Dowódcy Lotnictwa, a od 13 września weszła w skład Brygady Pościgowej. Z chwilą rozpoczęcia działań dysponowała 10 samolotami PZL P.11c, 1 września 6.00 zarządzono alarm i odprawę pilotów. Dowódca dywizjonu kpt. Medwecki zapoznał personel z aktualną sytuacją i powiadomił o stanie wojny z Niemcami. Podporządkowała sobie jednocześnie klucz 121 eskadry w składzie pchor. Gnyś i st. szer. Arabski. Pod dowództwem kpt. Medweckiego klucz wystartował w rejon Chrzanowa.  W tym momencie nad lotniskiem Balice pojawiły się dwie grupy Heinkli 111 około 18 Junkersów 87. Startujący dowódca  dywizjonu znalazł się przed frontem trójki Ju-87 i otrzymał długą serię. P.11 uderzył w ziemię w pobliżu lotniska. Kapitan Wiórkiewicz wspominał: 

1 września około godziny 5.30 Niemcy wracali lotem niskim po bombardowaniu Krakowa. Medwecki startował pojedynczo i po oderwaniu się do ziemi dostał się pod ogień trójki Ju-87 powracającej z bombardowania lotem koszącym dokładnie nad naszym lotniskiem. Serie były celne. Musiał być zabity w powietrzu. Być może zapalił się już w powietrzu. Zwalił się 2–3 km poza lotniskiem. Podobno był poważnie popalony. Zwłoki kpt. Medweckiego zostały czasowo złożone w rodzinnym grobowcu ks. Radziwiłła w Balicach.

Tak zginął pierwszy polski pilot w II wojnie światowej. Zestrzelił go podoficer Franek Neubert ze Stuka–Geschwaders 2 „Immelmann”.
Startujący pchor. Gnyś wyszedł skrętem z pola ostrzału „Stukasów". W parę minut później zaatakował powracającą znad Krakowa grupę Dornierów i zestrzelił dwa samoloty. Na tę okoliczność pchor. Gnyś złożył pisemną relację, znajdującą się w Instytucie Historycznym i Muzeum im. gen. Sikorskiego w Londynie:

1 września 1939 w godzinach porannych około godziny siódmej wystartowałem z lądowiska Balice koło Krakowa razem z dowódcą dyonu kpt. Medweckim. Dołączając do dowódcy dyonu na wysokości około 300 metrów zostaliśmy ostrzelani z tyłu przez przelatujące samoloty niemieckie. Silnym skrętem w lewo uciekłem z wiązki ognia. Samolot mój był na małej szybkości więc zwinął się i wyłapałem go tuż nad samą ziemią. Po wyciągnięciu w górę stwierdziłem, że samolot kpt. Medweckiego kołysze się ze skrzydła na skrzydło, utrzymując nierówny lot [...]. W pewnej chwili zauważyłem dwa samoloty niemieckie lecące z mojej lewej strony, około 100 metrów niżej. Leciały na kierunku Kraków–Olkusz. Zaatakowałem lecący w tyle. W pierwszej chwili zauważyłem, że strzelec do mnie strzelał, ale po kilku seriach przestał strzelać i lewy silnik zaczął lekko dymić. Wyrwałem w górę, a samoloty zaczęły schodzić w dół. Zaatakowałem powtórnie samolot, który poprzednio przeze mnie atakowany przechodził na moją stronę. Strzelec samolotu strzelał. Oddałem kilka długich i dobrych jak mi się wydawało serii i szedłem ostro w dół. Znalazłem się dość nisko nad ziemią. Po wyciągnięciu, samolotów już nie widziałem i sądziłem, że schowały się za wzgórze, pomimo jednak obserwacji kierunku lotu zobaczyć ich nie mogłem. Było to dla mnie dziwne. Widziałem coś dymiącego się na ziemi, ale temu się nie przyglądałem i wziąłem kurs powrotny na lotnisko. Samoloty przeze mnie atakowane były dwustatecznikowe i jak je wtedy określiłem, były to Dorniery. W drodze powrotnej zauważyłem palący się na ziemi samolot kpt. Medweckiego...

Około 7.00 w rejon Tarnowa wystartowały kolejne samoloty. Tam spotkano 18 He-111 i Do-17. Zniszczono 1 He-111 bez strat własnych. Zasadzka w Aleksandrowicach wykonała w ciągu dnia około 30 lotów, niszcząc w powietrzu bez własnych strat 2 He-111 i 1 Hs-126. Pierwsze zwycięstwa dla eskadry uzyskali plut. Flanek  i kpr. Kremski. Z uwagi na brak łączności z centralą dozorowania powietrznego w Krakowie, kpt. Jasionowski wysłał w nocy 2 samochody z radiostacjami i obsługą pod Tyniec jako swoistą placówkę do współpracy z patrolującymi kluczami. Aparat okręgowej sieci dozorowania był bezużyteczny z braku połączenia centrali bezpośrednią linią z dywizjonem myśliwskim.
Rano 2 września wystartowali: ppor. Król i plut. Flanek oraz ppor. Nowak i pchor. Gnyś. Bombowce Luftwaffe, wykorzystując większą prędkość uciekały, wyrzucając ładunek na podmiejskie pola i łąki. Około 14.00 wystartowali ppor. Król i kpr. Zaniewski. Doszło do starcia z Me-110 – bez efektu. Po 15. 00 ppor. Nowak ostrzelał bombowca, który spadł w okolicach Łaz. Samolot ten uznano za „uszkodzony”. Tego dnia eskadra otrzymała z Bazy nr 2 uzupełnienie – 1 P.11c.
3 września o 6.20 polecieli trasą Olkusz–Zawiercie kpr. Kremski i st. szer. Arabski. St. szer. Arabski zestrzelił 1 Do-17, a drugiego wspólnie z kpr. Kremskim uszkodził. Z braku paliwa Arabski i Kremski przymusowo lądowali. Arabskiemu dostarczyła benzynę załoga ppor. rez. pil. Bazarnik i kpr. rez. mech. Strzelecki z plutonu łącznikowego nr 3. Kremski postarał się o paliwo, ale zaraz został zestrzelony przez własne oddziały. Samolot zniszczony, a pilot dotarł do jednostki dopiero w Kraczewicach. Około 7.00 alarmowo poderwano 9 pilotów 121 i 122 eskadry pod dowództwem ppor. Króla. W jednym starciu zestrzelony ppor. Król ratował się skokiem ze spadochronem, dołączając do eskadry dopiero w Podlodowie. Ppor. Nowak i plut. Flanek zestrzelili wspólnie 1 He-111. Po krótkim odpoczynku ppor. Nowak ponownie wystartował z podchorążymi Koczorem i Surmą. Starcie z Dornierami, ale bez wyniku. W południe dowódca lotnictwa armijnego nakazał przesunięcie III/2 dywizjonu myśliwskiego na lotnisko Podlodów. Wieczorem samoloty odleciały na wskazane lotnisko. Po wylądowaniu, z braku obsługi, piloci zamaskowali samoloty i pełnili warty.
Od 4 września ograniczono loty bojowe. Ppor. Nowak wystartował przeciw bombowcom atakującym Dęblin. W okolicach Radomia został ostrzelany przez własne OPL.  5 września ppor. Król i kpr. Zaniewski zestrzelili 1 Do-17, a o 16.00 dowódca dywizjonu otrzymał rozkaz przesunięcia na lądowisko Kraczewice. Tu eskadra przebywała 4 dni, działając patrolami. Na ogół działalność dywizjonu w tym okresie była mało efektywna. Oderwanie jednostki od Armii „Kraków” pozbawiło wojsko  powietrznej osłony w okresie odwrotu przy intensywnej działalności Luftwaffe.
8 września eskadra poniosła dotkliwe straty: w czasie pościgu za bombowcami zostali zestrzeleni w rejonie Puław przez własną artylerię przeciwlotniczą – dowódca eskadry  kpt. pil. Tadeusz Sędzielowski i st. szer. pil. Marian Futro. Pchor. Chciuk był lekko ranny i zmuszony do lądowania. Po opatrzeniu rany, usunięciu awarii silnika i uzupełnieniu paliwa, powrócił do jednostki. Obowiązki dowódcy eskadry przejął ppor. pil. Wacław Król.
9 września klucz pod dowództwem pchor. Gnysia z plut. Flankiem i st. szer. Arabskim, zestrzelił w rejonie Kozienice–Puławy 1 He-111. W boju samolot Flanka został mocno postrzelany, ale pilot szczęśliwie wylądował w Kraczewicach. Po południu eskadra przegrupowała się na lotnisko Strzelce. 10 września piloci eskadry wykonali kilka lotów łącznościowych i rozpoznawczych. Ppor. Nowak, a po nim pchor. Chciuk rozpoznawali przeprawę niemieckiej kolumny zmotoryzowanej przez Wisłę. Ppor. Kawalecki poleciał z pocztą do kwatery Naczelnego Wodza w Brześciu, a kpr. Zaniewski dostarczył rozkazy dowódcy obrony Łucka.
11 września  ppor. Nowak ponownie rozpoznał rejon Annopol–Ostrowiec Świętokrzyski–Sandomierz–Tamobrzeg, ostrzeliwując kolumnę samochodów na postoju między Annopolem a Ostrowcem. Pchor. Gnyś i plut. Flanek rozpoznawali obszar Góra Kalwaria–Dęblin, a pchor. Surma i kpr. Kremski rejon Sandomierz–Opatów i Zawichost–Annopol. Pchor. Koczor został wysłany do składów paliwa w Szastarce. Liczba i zasięg lotów były ograniczone deficytem paliwa. Sytuację poprawił dopiero przyjazd pchor. Koczora samochodem wyładowanym beczkami z benzyną, tak że można było częściowo zaopatrzyć dywizjon warszawski. 12 września kpt. Jasionowski otrzymał rozkaz przejścia do dyspozycji dowódcy Brygady Pościgowej. 13 września kpr. Kremski rozpoznawał rejon Rozwadów–Szastarka, a po południu cały dywizjon odleciał do Werby, skąd przegrupował się na lotnisko Petlikowice. 14 września kpr. Kremski potwierdził zajęcie Zamościa przez niemieckie wojska pancerne. Dowódca dywizjonu wysłał „patrole benzynowe” do Tarnopola i Stanisławowa w poszukiwaniu paliwa. W ramach reorganizacji Brygady Pościgowej, 15 września,  III/2 dywizjon myśliwski został uzupełniony samolotami i pilotami z innych jednostek. Nadwyżkę personelu odesłano do Kut.
16 września ppor. Kawalecki rozpoznawał obszar Rawa Ruska–Sokal–Lwów. 17 września pchor. Gnyś rozpoznawał rejon Czortkowa, a ppor. Kawalecki południowy pas nadgraniczny z ZSRR. Z rozkazu naczelnego dowódcy Lotnictwa po południu nastąpił odlot eskadry do Czemiowiec.
Rzut kołowy przekroczył granicę polsko–rumuńską 18 września.
| Działania eskadry              | Działania eskadry                                 | Działania eskadry                                 | Działania eskadry                                 |
| ------------------------------ | ------------------------------------------------- | ------------------------------------------------- | ------------------------------------------------- |
|                                | Zestrzelenia                                      | prawdopodobne                                     | Uszkodzenia                                       |
| 8½                             |                                                   | 4                                                 |                                                   |
| Straty eskadry                 |                                                   |                                                   |                                                   |
| Polegli                        | kpt. Medwecki, kpt. Sędzielowski, st. szer. Futro | kpt. Medwecki, kpt. Sędzielowski, st. szer. Futro | kpt. Medwecki, kpt. Sędzielowski, st. szer. Futro |
| Samoloty                       |                                                   |                                                   |                                                   |
| Stan                           | Uzupełnienie                                      | Zniszczone                                        | Ewakuacja                                         |
| 10 P.11c                       | 1                                                 | 6                                                 | 5                                                 |
| Zwycięstwa pilotów 121 eskadry |                                                   |                                                   |                                                   |
| Data                           | Stopień, imię i nazwisko                          | Stopień, imię i nazwisko                          | Zestrzelenia                                      |
| 1 września                     | ppor. Władysław Gnyś                              | ppor. Władysław Gnyś                              | 2 Do 17                                           |
| 1 września                     | ppor. Tadeusz Kowalecki                           | ppor. Tadeusz Kowalecki                           | (?) uszkodzony                                    |
| 1 września                     | ppor. Wacław Król                                 | ppor. Wacław Król                                 | 1 Hs 126 uszkodzony                               |
| 1 września                     | st. szer. Kowala ze 122 em                        |                                                   | 1 Hs 126 uszkodzony                               |
| 1 września                     | plut. Leopold Flanek                              | plut. Leopold Flanek                              | 1 Ju 87 uszkodzony                                |
| 1 września                     | kpr. Jan Kremski                                  | kpr. Jan Kremski                                  | 1 Do 17                                           |
| 3 września                     | ppor. Tadeusz Nowak                               | ppor. Tadeusz Nowak                               | 1/2 He 111 uszkodzony                             |
| 3 września                     | plut. Leopold Flanek                              | plut. Leopold Flanek                              | 1/2 He 111 uszkodzony                             |
| 3 września                     | kpr. Jan Kremski                                  | kpr. Jan Kremski                                  | 1/2 He 111                                        |
| 5 września                     | ppor. Tadeusz Nowak                               | ppor. Tadeusz Nowak                               | 1/2 Bf 110                                        |
| 9 września                     | ppor. Władysław Gnyś                              | ppor. Władysław Gnyś                              | 1 He 111                                          |
| 9 września                     | plut. Leopold Flanek                              |                                                   | 1 He 111                                          |
| 9 września                     | st. szer. Tadeusz Arabski                         |                                                   | 1 He 111                                          |

## Obsada personalna eskadry
| Stopień, imię i nazwisko            | Okres pełnienia służby |
| ----------------------------------- | ---------------------- |
| kpt. pil. Ignacy Prawdzic-Sękowski  | 1925 – †12 VIII 1926   |
| por. pil. Kazimierz Kuzian          | p.o. 1926              |
| kpt. pil. Bolesław Orliński         | 1 X 1926 – V 1928      |
| por. pil. Jan Biały                 | VII 1928 – III 1930    |
| por. pil. Ludwik Krzysztoff         | III 1930 – 3 X 1931    |
| kpt. pil. Kazimierz II Niedźwiedzki | 3 X 1931 – 1936        |
| kpt. pil. Walerian Jasionowski      | 1936 – 1938            |
| kpt. pil. Tadeusz Sędzielowski      | 15 XI 1938 – IX 1939   |

| Stanowisko        | Stopień, imię i nazwisko                   |
| ----------------- | ------------------------------------------ |
| dowódca eskadry   | kpt. Tadeusz Józef Franciszek Sędzielowski |
| zastępca dowódcy  | ppor. Wacław Szczepan Król                 |
| oficer techniczny | ppor. Tadeusz Pejcz                        |
| pilot             | ppor. Włodzimierz Eugeniusz Karwowski      |
| pilot             | ppor. Tadeusz Wilhelm Kawalecki            |
| pilot             | ppor. Erwin Stanisław Kawnik               |
| pilot             | ppor. Tadeusz Nowak                        |
| pilot             | ppor. Tadeusz Leon Kumięga                 |

| Dowództwo eskadry | Dowództwo eskadry              |
| Stanowisko | Stopień imię i nazwisko        |
| --- | ------------------------------ |
| dowódca eskadry | kpt. pil. Tadeusz Sędzielowski |
| zastępca dowódcy | ppor. pil. Wacław Król         |
| oficer techniczny | ppor. techn. Jerzy Glębocki    |
| szef mechaników | st. majster wojsk. Józef Żak   |
| szef administracyjny | st. sierż. Józef Skoskiewicz   |
| Personel techniczny i piloci |                                |
| Personel techniczny | Piloci                         |
| st. sierż. Tadeusz Stachowicz sierż. Leon Bartecki sierż. Karol Penconek sierż. Czesław Sawa plut. Józef Fiedler plut. Jan Krupa plut. Fryderyk Paczek plut. Jan Petryka kpr. Stefan Bzdera kpr. Władysław Chrzanowski kpr. Tadeusz Duliński kpr. Konstanty Ejsmont kpr. Kazimierz Kidziak kpr. Wiktor Kudlek kpr. Jan Makowski kpr. Stanisław Masłoń kpr. Józef Nenko kpr. Zbigniew Romański kpr. Mieczysław Szoja kpr. Wincenty Zientara st. szer. Roman Bętkowski st. szer. Franciszek Piękosz | ppor. Tadeusz Kowalecki        |
| st. sierż. Tadeusz Stachowicz sierż. Leon Bartecki sierż. Karol Penconek sierż. Czesław Sawa plut. Józef Fiedler plut. Jan Krupa plut. Fryderyk Paczek plut. Jan Petryka kpr. Stefan Bzdera kpr. Władysław Chrzanowski kpr. Tadeusz Duliński kpr. Konstanty Ejsmont kpr. Kazimierz Kidziak kpr. Wiktor Kudlek kpr. Jan Makowski kpr. Stanisław Masłoń kpr. Józef Nenko kpr. Zbigniew Romański kpr. Mieczysław Szoja kpr. Wincenty Zientara st. szer. Roman Bętkowski st. szer. Franciszek Piękosz | ppor. Tadeusz Nowak            |
| st. sierż. Tadeusz Stachowicz sierż. Leon Bartecki sierż. Karol Penconek sierż. Czesław Sawa plut. Józef Fiedler plut. Jan Krupa plut. Fryderyk Paczek plut. Jan Petryka kpr. Stefan Bzdera kpr. Władysław Chrzanowski kpr. Tadeusz Duliński kpr. Konstanty Ejsmont kpr. Kazimierz Kidziak kpr. Wiktor Kudlek kpr. Jan Makowski kpr. Stanisław Masłoń kpr. Józef Nenko kpr. Zbigniew Romański kpr. Mieczysław Szoja kpr. Wincenty Zientara st. szer. Roman Bętkowski st. szer. Franciszek Piękosz | ppor. Władysław Gnyś           |
| st. sierż. Tadeusz Stachowicz sierż. Leon Bartecki sierż. Karol Penconek sierż. Czesław Sawa plut. Józef Fiedler plut. Jan Krupa plut. Fryderyk Paczek plut. Jan Petryka kpr. Stefan Bzdera kpr. Władysław Chrzanowski kpr. Tadeusz Duliński kpr. Konstanty Ejsmont kpr. Kazimierz Kidziak kpr. Wiktor Kudlek kpr. Jan Makowski kpr. Stanisław Masłoń kpr. Józef Nenko kpr. Zbigniew Romański kpr. Mieczysław Szoja kpr. Wincenty Zientara st. szer. Roman Bętkowski st. szer. Franciszek Piękosz | pchor. Władysław Chciuk        |
| st. sierż. Tadeusz Stachowicz sierż. Leon Bartecki sierż. Karol Penconek sierż. Czesław Sawa plut. Józef Fiedler plut. Jan Krupa plut. Fryderyk Paczek plut. Jan Petryka kpr. Stefan Bzdera kpr. Władysław Chrzanowski kpr. Tadeusz Duliński kpr. Konstanty Ejsmont kpr. Kazimierz Kidziak kpr. Wiktor Kudlek kpr. Jan Makowski kpr. Stanisław Masłoń kpr. Józef Nenko kpr. Zbigniew Romański kpr. Mieczysław Szoja kpr. Wincenty Zientara st. szer. Roman Bętkowski st. szer. Franciszek Piękosz | pchor. Ryszard Koczor          |
| st. sierż. Tadeusz Stachowicz sierż. Leon Bartecki sierż. Karol Penconek sierż. Czesław Sawa plut. Józef Fiedler plut. Jan Krupa plut. Fryderyk Paczek plut. Jan Petryka kpr. Stefan Bzdera kpr. Władysław Chrzanowski kpr. Tadeusz Duliński kpr. Konstanty Ejsmont kpr. Kazimierz Kidziak kpr. Wiktor Kudlek kpr. Jan Makowski kpr. Stanisław Masłoń kpr. Józef Nenko kpr. Zbigniew Romański kpr. Mieczysław Szoja kpr. Wincenty Zientara st. szer. Roman Bętkowski st. szer. Franciszek Piękosz | pchor. Franciszek Surma        |
| st. sierż. Tadeusz Stachowicz sierż. Leon Bartecki sierż. Karol Penconek sierż. Czesław Sawa plut. Józef Fiedler plut. Jan Krupa plut. Fryderyk Paczek plut. Jan Petryka kpr. Stefan Bzdera kpr. Władysław Chrzanowski kpr. Tadeusz Duliński kpr. Konstanty Ejsmont kpr. Kazimierz Kidziak kpr. Wiktor Kudlek kpr. Jan Makowski kpr. Stanisław Masłoń kpr. Józef Nenko kpr. Zbigniew Romański kpr. Mieczysław Szoja kpr. Wincenty Zientara st. szer. Roman Bętkowski st. szer. Franciszek Piękosz | plut. Leopold Flanek           |
| st. sierż. Tadeusz Stachowicz sierż. Leon Bartecki sierż. Karol Penconek sierż. Czesław Sawa plut. Józef Fiedler plut. Jan Krupa plut. Fryderyk Paczek plut. Jan Petryka kpr. Stefan Bzdera kpr. Władysław Chrzanowski kpr. Tadeusz Duliński kpr. Konstanty Ejsmont kpr. Kazimierz Kidziak kpr. Wiktor Kudlek kpr. Jan Makowski kpr. Stanisław Masłoń kpr. Józef Nenko kpr. Zbigniew Romański kpr. Mieczysław Szoja kpr. Wincenty Zientara st. szer. Roman Bętkowski st. szer. Franciszek Piękosz | kpr. Jan Kremski               |
| st. sierż. Tadeusz Stachowicz sierż. Leon Bartecki sierż. Karol Penconek sierż. Czesław Sawa plut. Józef Fiedler plut. Jan Krupa plut. Fryderyk Paczek plut. Jan Petryka kpr. Stefan Bzdera kpr. Władysław Chrzanowski kpr. Tadeusz Duliński kpr. Konstanty Ejsmont kpr. Kazimierz Kidziak kpr. Wiktor Kudlek kpr. Jan Makowski kpr. Stanisław Masłoń kpr. Józef Nenko kpr. Zbigniew Romański kpr. Mieczysław Szoja kpr. Wincenty Zientara st. szer. Roman Bętkowski st. szer. Franciszek Piękosz | kpr. Piotr Zaniewski           |
| st. sierż. Tadeusz Stachowicz sierż. Leon Bartecki sierż. Karol Penconek sierż. Czesław Sawa plut. Józef Fiedler plut. Jan Krupa plut. Fryderyk Paczek plut. Jan Petryka kpr. Stefan Bzdera kpr. Władysław Chrzanowski kpr. Tadeusz Duliński kpr. Konstanty Ejsmont kpr. Kazimierz Kidziak kpr. Wiktor Kudlek kpr. Jan Makowski kpr. Stanisław Masłoń kpr. Józef Nenko kpr. Zbigniew Romański kpr. Mieczysław Szoja kpr. Wincenty Zientara st. szer. Roman Bętkowski st. szer. Franciszek Piękosz | st. szer. Tadeusz Arabski      |
| st. sierż. Tadeusz Stachowicz sierż. Leon Bartecki sierż. Karol Penconek sierż. Czesław Sawa plut. Józef Fiedler plut. Jan Krupa plut. Fryderyk Paczek plut. Jan Petryka kpr. Stefan Bzdera kpr. Władysław Chrzanowski kpr. Tadeusz Duliński kpr. Konstanty Ejsmont kpr. Kazimierz Kidziak kpr. Wiktor Kudlek kpr. Jan Makowski kpr. Stanisław Masłoń kpr. Józef Nenko kpr. Zbigniew Romański kpr. Mieczysław Szoja kpr. Wincenty Zientara st. szer. Roman Bętkowski st. szer. Franciszek Piękosz | st. szer. Marian Futro         |

## Samoloty eskadry
W początkowym okresie wyposażenie eskadry stanowiły samoloty Ansaldo A.1 Balilla. Niedługo po sformowaniu eskadra otrzymała samoloty Blériot-SPAD S.61. Od 1930 na wyposażenie wprowazdano samoloty Avia BH-33. Przejściowo dla treningu pilotów przydzielono też samoloty Wibault 70 C1. W sierpniu i we wrześniu 1932 eskadra brała udział w koncentracji lotnictwa, zakończonej paradą powietrzną w Warszawie z okazji zwycięstwa w Challenge 1932. Na przełomie 1932/1933 eskadra została przezbrojona w samoloty PZL P.7a. Od wiosny 1936 w eskadrze następowała sukcesywna wymiana samolotów na bardziej nowoczesne PZL P.11a. W 1938 eskadra otrzymała kilka samolotów PZL P-11c. We wrześniu 1939 na uzbrojeniu eskadry znajdowało się 10 samolotów PZL P.11c.

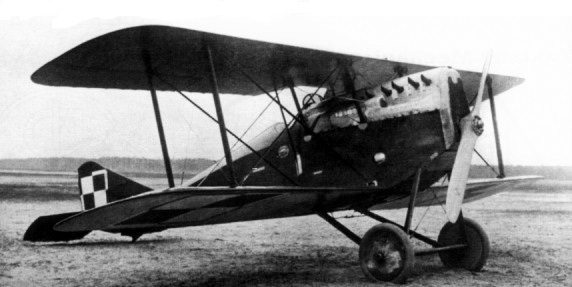
Ansaldo A.1 Balilla
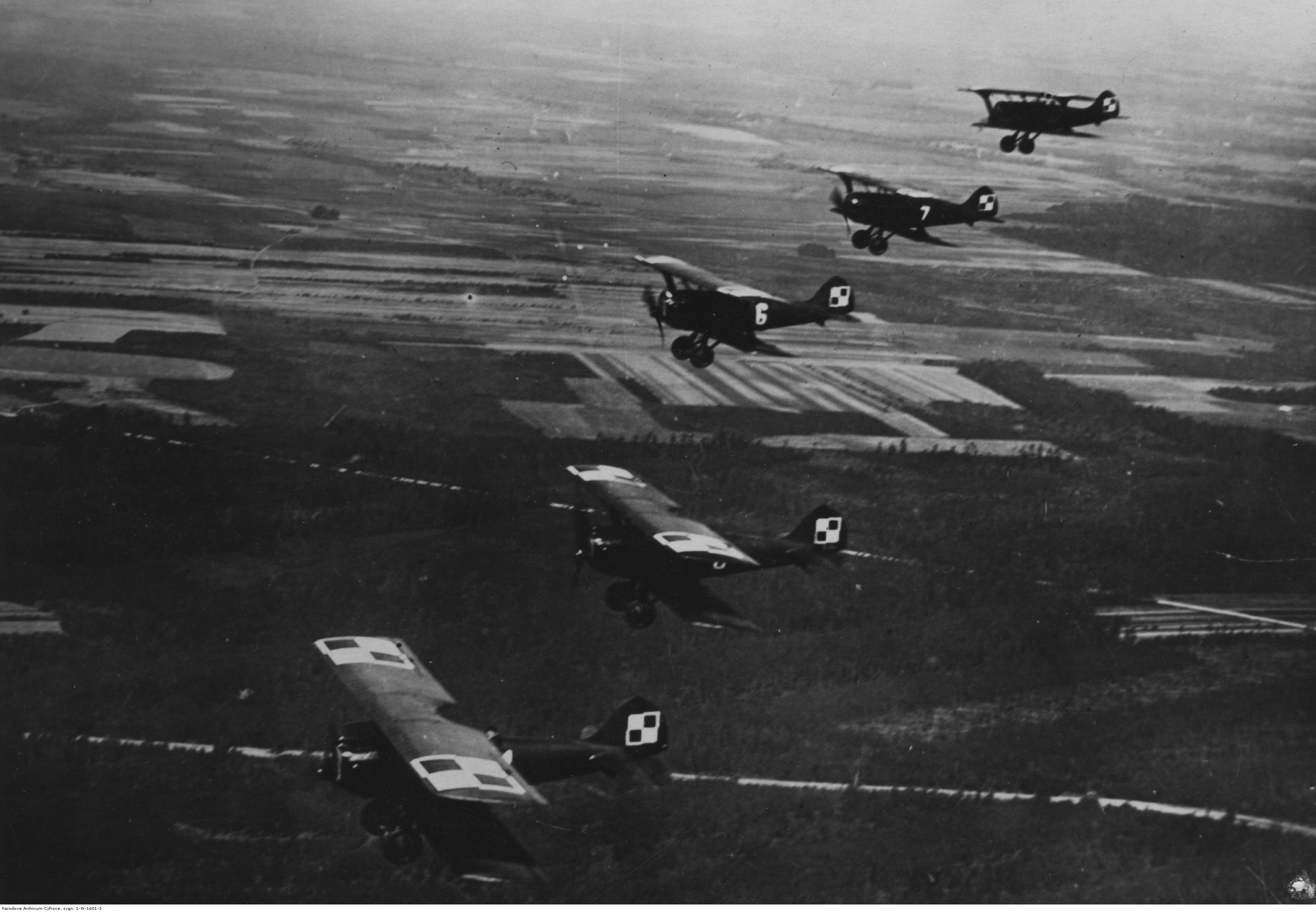
Blériot-SPAD S.61
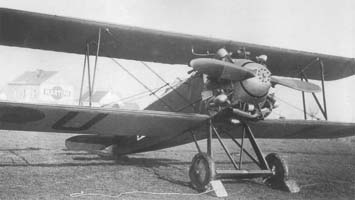
Avia BH-33 (1930 – )
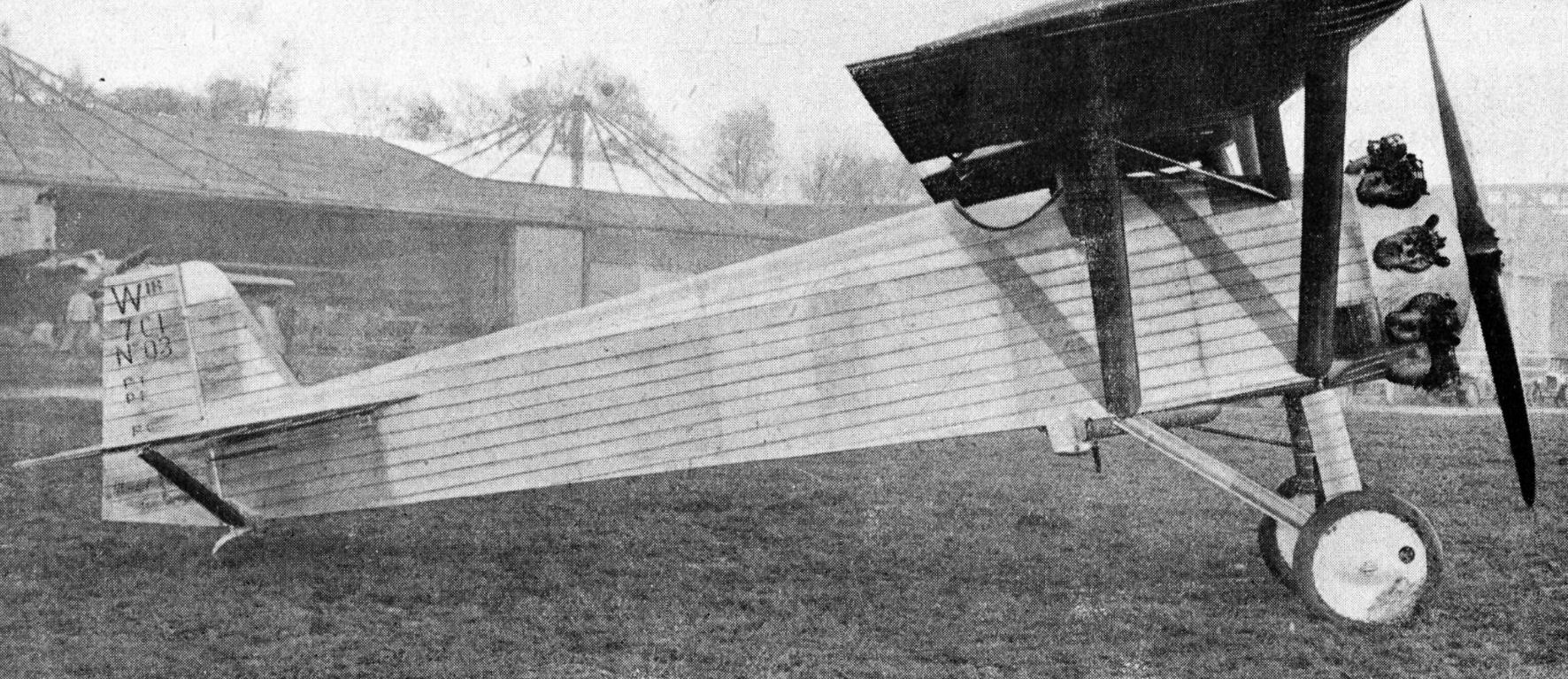
Wibault 70 (do akrobacji)
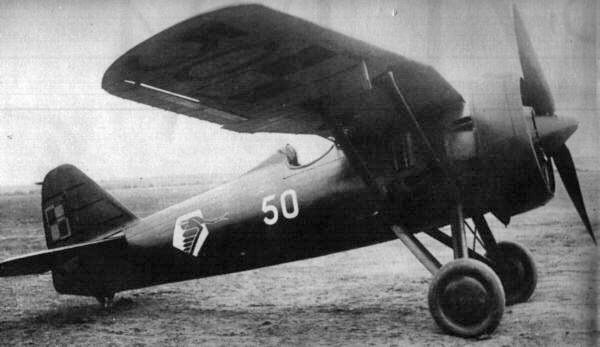
PZL P.7 a (1932 – 1936 )
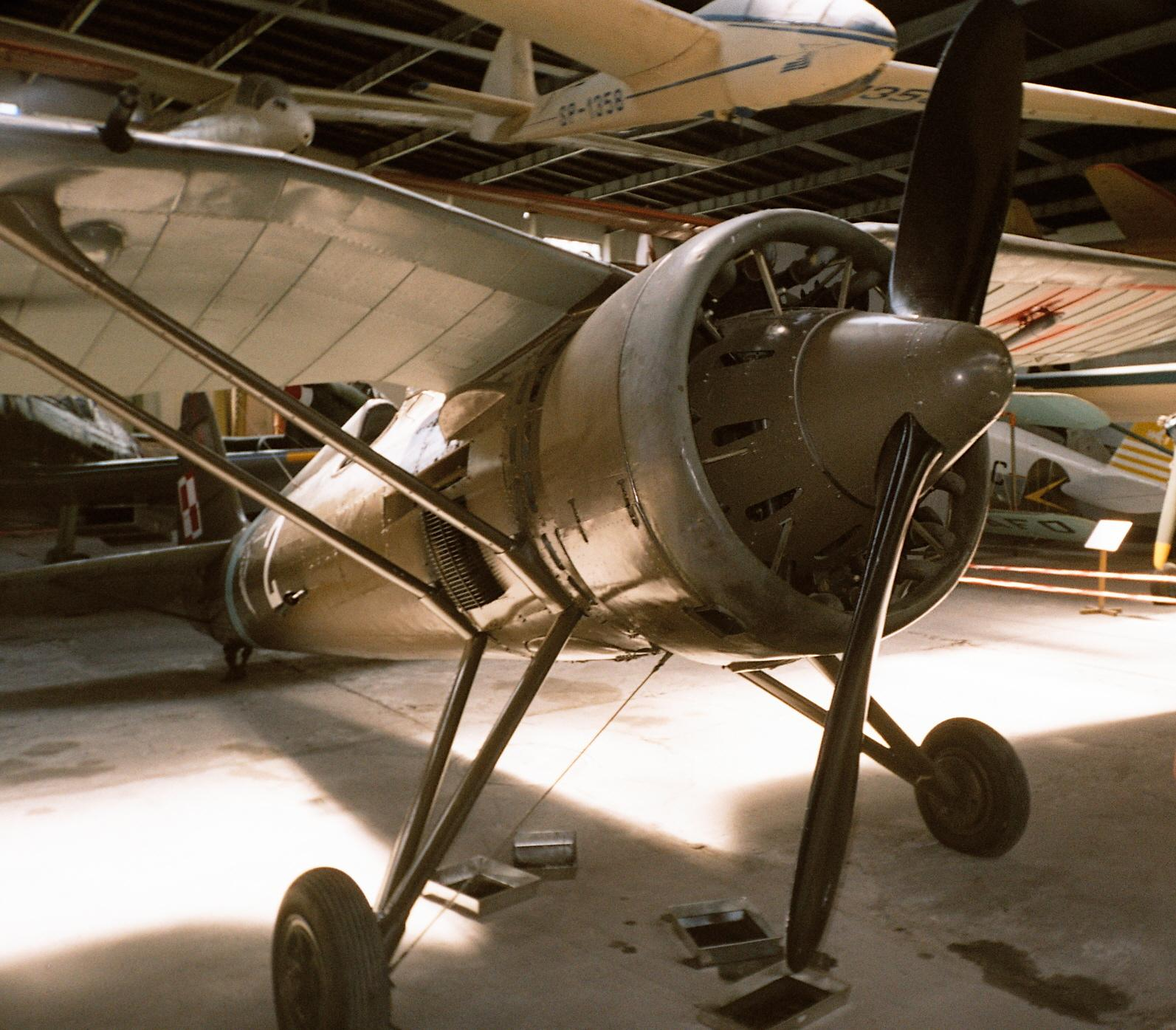
PZL P.11c (1936–1939)

## Upamiętnienie
- Tradycje 121 eskadry myśliwskiej okresu II Rzeczypospolitej w Polskich Siłach Zbrojnych kultywował stacjonujący w Wielkiej Brytanii 308 dywizjon myśliwski.

## Wypadki lotnicze
W okresie funkcjonowania eskadry miały miejsce następujące wypadki lotnicze zakończone obrażeniami lub śmiercią pilota:
- 15 maja 1929, na skutek oderwania się skrzydeł w samolocie Spad, zginął por. pil. Wiktor Śliwa.
- 14 kwietnia 1931, podczas indywidualnego treningu na Spad por. pil. Władysława Gosławskiego nie wyszedł z korkociągu. Pilot zginął na miejscu.
- 25 września 1933 podczas lądowania na PZL P-7a por. pil. Antoni Ciosiński zderzył się z samolotem Aeroklubu Krakowskiego kołującym przez lotnisko.
- 12 czerwca 1935 zginął w wypadku lotniczym pod Olkuszem na samolocie PZL P-7a kpr. pil. Jan Działak.
- 17 marca 1938 zginął na samolocie PZL P.11 ppor. pil. Stefan Wełpa[12][e]
- 30 grudnia 1938 po uderzeniu w komin fabryczny zginął na samolocie PZL P.11c kpr. pil. Mieczysław Janus.